# Liste des affluents et sous-affluents de la Garonne
Pour un article plus général, voir Garonne.
 (janvier 2025).
Si vous disposez d'ouvrages ou d'articles de référence ou si vous connaissez des sites web de qualité traitant du thème abordé ici, merci de compléter l'article en donnant les références utiles à sa vérifiabilité et en les liant à la section « Notes et références ».
Cet article présente la liste des affluents et sous-affluents de la Garonne
- Ariège
  - Alses
  - Arget
  - Aston
    - Quiol

  - Aure
  - Crieu
  - Estrique
  - Galage
  - Hers-Vif
    - Ambrone
    - Blau
    - Countirou
    - Douctouyre
      - Ruisseau de Senesse

    - Estaut
    - Raunier
    - Touyre
    - Vixiège

  - Hyse
    - Tédèlou

  - Jade
  - Lauze
  - Lèze
    - Latou

  - Mouillonne
  - Oriège
  - Ruisseau de Calers
  - Ruisseau de Carol
  - Ruisseau de Cassignol
  - Ruisseau de la Courbière
  - Ruisseau de Dalou
  - Ruisseau du Haumont
  - Ruisseau du Najar
  - Saurat
  - Sios
  - Vicdessos
    - Ruisseau de Siguer
- Arize
  - Artillac
  - Azau
  - Camedon
  - Dourne
  - Ruisseau d'Aujole
  - Ruisseau de l'Argain
  - Ruisseau de Montbrun
- Arrats
  - Arrat de devant
  - Orbe
- Aunat
- Auroue
  - Ruisseau du Métau
- Aussonnelle
  - Courbet
  - Ruisseau du Gajea
- Auvignon
  - Gaule
  - Petit Auvignon
- Avance
  - Ruisseau de Bretagne
  - Sérac
- Aygossau
- Ayroux
  - Ruisseau de Cameson
- Baïse
  - Auloue
    - Loustère
      - Ruisseau de Lahontan

  - Baisole
  - Gèle
  - Gélise
    - Auzoue
      - Ruisseau de Larluzen

    - Gueyze
    - Izaute
    - Osse
      - Guiroue
        - Baradée

      - Lizet
      - Ruisseau de la Nevère

    - Rimbez

  - Lizon
  - Petite Baïse
    - Baïse Darré
    - Galavette
    - Sole
- Barboue
- Barguelonne
  - Barguelonnette
    - Lendou
      - Verdanson

    - Ruisseau de Tartuguié
- Bassanne
- Bernès
- Beuve
- Ciron
  - Baillon
  - Ruisseau de Barthos
  - Ruisseau de Gouaneyre
  - Ruisseau de la Hure
    - Ruisseau de la Nère

  - Ruisseau du Thus
    - Ruisseau de Maynias

  - Tursan
- Devèze
- Dropt
  - Andouille
  - Banège
  - Bournègue
  - Brayssou
  - Dourdenne
  - Dourdèze
  - Douyne
  - Escourou
  - Ségur
  - Vignague
- Eau Blanche
- Eau Bourde et Ruisseau d'Ars
- Estressol
- Euille
- Gat mort
- Ger
  - Job
    -       - Roussec
- Gers
  - Arçon
  - Auchie
  - Aulouste
  - Cédon
  - Cier
  - Gèze
  - Lauze
  - Sousson
  - Talouch
- Gimone
  - Baysole
  - Lauze
  - Marcaoue
  - Sarrampion
- Gouhouron
- Grand Estey
- Gua
- Gupie
  - Caubon
- Hers-Mort
  - Ganguise
  - Girou
    - Peyrencou
    - Ruisseau de Laragou
    - Vendinelle
      - Ruisseau de l'Olivet

  - Jammas
  - Marcaissonne
  - Marès
    - Grasse
    - Ruisseau de Favayrol
    - Ruisseau du Marès

  - Ruisseau de Gardijol
  - Saune
  - Sausse
    - Seillonne

  - Thésauque
- Jalle de Blanquefort
  - Jalle de Martignas
  - Ruisseau de Bibey
  - Ruisseau du Monastère
- Lambon
- Lavet
  - Ruisseau du Lavet de Derrière
- Lisos
- Livenne
  - Martinettes
- Lot
  - Auze
  - Bausse
  - Boralde de Saint-Chély-d'Aubrac
  - Boralde Flaujaguèse
    - Boralde de Poujade
    - Ruisseau de Menepeyre

  - Boudouyssou
    - Rivièrette
    - Tancanne

  - Bouisset
  - Bramont
    - Nize

  - Célé
    - Bervezou
      - Burlande

    - Drauzou
    - Rance
      - Anès
      - Moulègre
        - Ruisseau de Bouzaï

    - Ressègue
    - Ruisseau de Saint-Perdoux
    - Veyre

  - Chautard
  - Colagne
    - Coulagnet
    - Crueize
    - Piou
    - Rioulong
      - Biourière

  - Coussane
  - Diège
    - Ruisseau d'Audiernes

  - Doulou
  - Dourdou de Conques
    - Créneau
      - Ady

  - Lède
    - Cluzelou
    - Laussou
    - Leyze

  - Lémance
  - Masse de Pujol
  - Merdanson
  - Mourjou
  - Rieucros d'Abaïsse
  - Riou Mort
    - Riou Viou

  - Ruisseau Combenousse
  - Ruisseau d'Amarou
  - Ruisseau de Cavagnet
  - Ruisseau de l'Esclancide
  - Ruisseau de la Daze
  - Ruisseau de Limou
  - Ruisseau de Mardonenque
  - Ruisseau des Mousseaux
  - Ruisseau des Valses
  - Salabert
  - Thèze
  - Truyère
    - Ander
      - Babory
      - Ruisseau de Liozargues
      - Ruisseau de Viadeyres
      - Vendèze

    - Argence
      - Argence Morte

    - Bès
      - Bédaule
      - Gambaïse
      - Rioumau

    - Brezons
      - Hirondelle

    - Bromme
      - Ruisseau de Lacapelle-Barrès
      - Siniq

    - Goul
      - Rasthène
        - Embène

      - Ruisseau de Langairoux
      - Ruisseau des Maurs

    - Lebot
      - Ruisseau de Ruols

    - Limagnole
      - Ruisseau de Guitard

    - Mézère
    - Remontalou
    - Rimeize
      - Chapouillet
        - Ruisseau de Malagazagne

    - Ruisseau d'Arcomie
    - Ruisseau de l'Épie
    - Ruisseau de la Gardelle
    - Ruisseau de la Roche
    - Ruisseau de Lévandès
      - Ruisseau de Tailladès

    - Ruisseau des Ondes
    - Ruisseau des Ternes
    - Selves
      - Selvet

    - Triboulin
    - Vezou

  - Vers
  - Vert
    - Ruisseau de la Masse
- Louge
  - Ruisseau de l'Aussau
  - Nère
  - Ruisseau de Peyrane
  - Peyre
  - Ruisseau du Rabé
- Maltemps
- Masse d'Agen
- Masse de Prayssas
- Mondot
- Neste
  - Lavedan
  - Mousquère
  - Neste de Couplan
  - Neste de Rioumajou
  - Neste du Louron
    - Ruisseau de Lastie

  - Ruisseau de Nistos
- Noue
- Ourbise
- Ourse
  - Ourse de Sost
- Peugue
- Pimpine
- Pique
  - Neste d'Oô
    - Neste d'Oueil
- Ruisseau de Bourbon
- Ruisseau de Génisson
- Ruisseau de la Saudrune
- Ruisseau de Saint-Pierre
  - Ruisseau de Marguestaud
- Ruisseau de Maudan
- Ruisseau de Nadesse
  - Ruisseau de Dère
- Ruisseau de Pantagnac
  - Ruisseau de Verdié
- Ruisseau de Rafié
- Ruisseau de Tessonne
- Salat
  - Alet
  - Arac
  - Arbas
    - Rucan

  - Baup
  - Garbet
  - Lens
  - Lez
    - Bouigane
    - Riberot

  - Nert
  - Ruisseau d'Esbints
  - Ruisseau d'Estours
- Saucats
- Save
  - Arsène
  - Aussoue
    - Espienne
    - Lieuze

  - Boulouze
  - Esquinson
  - Gesse
    - Ruisseau de Larjo

  - Seygouade
- Sère
  - Rieutord
  - Ruisseau de Cézone
- Séoune
  - Escornebœuf
  - Petite Séoune
    - Ruisseau de Montsembosc

  - Ruisseau de Gandaille
  - Ruisseau de Lautheronne
- Tarn
  - Agout
    - Aybes
    - Dadou
      - Agros
      - Ambias
        - Ambiasselle

      - Assou
      - Dadounet
      - Lézert
      - Oulas

    - Durenque
      - Durencuse

    - Gijou
      - Bertou
      - Ruisseau de Gijoussel

    - Ruisseau d'Assou
    - Ruisseau de Bagas
    - Ruisseau de Vernoubre
    - Ruisseau des Agrès
    - Sor
      - Laudot
        - Rigole de la Montagne Noire
        - Rigole de la Plaine

      - Bernazobre
        - Ruisseau du Perche

      - Ruisseau d'Aygo-Pesado
      - Ruisseau de Sant
      - Ruisseau des Aravis
      - Ruisseau du Taurou

    - Thoré
      - Arn
        - Ruisseau de Nègeurieu

      - Arnette
      - Ruisseau de Candesoubre

    - Vèbre
      - Viau

    - Vernoubre

  - Alrance
  - Aveyron
    - Alzou
      - Argous

    - Assou
    - Baye
    - Bonnette
      - Ruisseau de Saint-Laurent

    - Briane
    - Cérou
      - Boutescure
      - Céret
      - Céroc
      - Farruel
      - Ruisseau d'Aymer

    - Grand Mortarieu
    - Lère
    - Olip
    - Riou Nègre
    - Ruisseau de la Brive
    - Ruisseau de la Tauge
      - Ruisseau de l'Angle
      - Ruisseau du Tordre

    - Ruisseau de Serre
    - Serène
      - Petite Serène

    - Seye
    - Vère
      - Ruisseau de Rô
      - Ruisseau de Vervère

    - Viaur
      - Bage
      - Candour
      - Céor
        - Giffou
          - Durenque
          - Fouquet

        - Glandou

      - Jaoul
      - Lézert
        - Lieux de Villelongue
        - Liort
        - Vayre

      - Lieux
      - Nauze
      - Vioulou
        - Ruisseau de Connes

  - Cernon
  - Dourbie
    - Ruisseau de Garène
    - Trèvezel

  - Dourdou de Camarès
    - Grauzou
    - Len
    - Nuéjouls
    - Sorgues

  - Gos
  - Jonte
    - Béthuzon
    - Brèze

  - Lemboulas
    - Lembous
    - Lupte
    - Petit Lembous

  - Lumansonesque
  - Luzert
  - Muze
  - Rance
    - Gos
    - Liamou
    - Mousse
    - Toudoure

  - Rieu Tort
    - Ruisseau de Fabas

  - Ruisseau de Carrofoul
  - Ruisseau de Caussels
  - Ruisseau de Coudols
  - Ruisseau de Coules
  - Ruisseau de Gaycre
  - Ruisseau de la Broncarié
  - Ruisseau de Larone
  - Ruisseau de Magnanac
    - Ruisseau de Sayrac

  - Ruisseau de Palmola
  - Ruisseau de Passe
  - Ruisseau de Payrol
  - Ruisseau de Sieurac
  - Ruisseau de Vieulac
  - Saudronne
  - Souet
  - Tarnon
    - Mimente
      - Ruisseau de Malzac

  - Tescou
    - Tescounet
- Tolzac
  - Tolzac de Verteuil
  - Torgue
- Touch
  - Bure
  - Galage
  - Ousseau
  - Ruisseau de la Saverette
  - Saudrune
    - Ruisseau de Bragayrac
    - Ruisseau du Montant
- Trec
- Volp
  - Ruisseau de la Boussège